# Cristian Campestrini
Cristian Daniel Campestrini (ur. 16 czerwca 1980 w San Nicolás de los Arroyos) – argentyński piłkarz pochodzenia włoskiego występujący na pozycji bramkarza, obecnie zawodnik meksykańskiej Puebli.

## Kariera klubowa
Campestrini jest wychowankiem klubu Rosario Central, do którego seniorskiej drużyny został włączony jako dwudziestolatek przez szkoleniowca Edgardo Bauzę. W argentyńskiej Primera División zadebiutował 10 czerwca 2001 w przegranym 1:3 spotkaniu z Belgrano; był to jednak jego jedyny występ podczas dwóch lat spędzonych w zespole, gdyż pozostawał wyłącznie rezerwowym dla Laureano Tomboliniego. W lipcu 2002 odszedł do trzecioligowego Argentino de Rosario, gdzie bronił z powodzeniem przez rok, po czym przeniósł się do występującego w drugiej lidze zespołu Ferro Carril Oeste ze stołecznego Buenos Aires. Tam nie potrafił sobie wywalczyć miejsca między słupkami, wobec czego po upływie roku został zawodnikiem trzecioligowego Club Atlético Tigre. Od razu został kluczowym punktem ekipy, na koniec sezonu 2004/2005 awansując z nią na zaplecze najwyższej klasy rozgrywkowej, gdzie spędził w barwach Tigre jeszcze rok, tracąc jednak miejsce w składzie.
Latem 2006 Campestrini zasilił trzecioligowy Club Almirante Brown ze stolicy, z którym w sezonie 2006/2007 awansował do drugiej ligi. Mimo świetnych występów nie zdołał jednak uchronić Almirante przed spadkiem z powrotem na trzeci poziom rozgrywek już po roku. Sam przeniósł się jednak do grającego w pierwszej lidze Arsenalu de Sarandí, gdzie od razu wygrał rywalizację z Mario Cuencą i wywalczył sobie niepodważalną pozycję w bramce. W 2008 roku zajął ze swoją drużyną drugie miejsce w superpucharze Ameryki Południowej – Recopa Sudamericana, w ciągu kolejnych kilku lat zostając czołowym bramkarzem ligi argentyńskiej. W wiosennym sezonie Clausura 2012 zdobył z ekipą prowadzoną przez Gustavo Alfaro pierwsze zarówno w swojej karierze, jak i w historii klubu mistrzostwo Argentyny, a także wywalczył superpuchar kraju – Supercopa Argentina. W 2013 roku triumfował za to z Arsenalem w pucharze Argentyny – Copa Argentina oraz zajął drugie miejsce w rozgrywkach superpucharu. Ogółem barwy Arsenalu reprezentował przez sześć lat, przez większość czasu będąc kapitanem zespołu i jest uznawany za jedną z klubowych legend.
W sierpniu 2014 Campestrini podpisał umowę z greckim Asterasem Tripolis, jednak z powodu problemów proceduralnych do transferu ostatecznie nie doszło. Wskutek nieudanych przenosin golkiper przez pół roku pozostawał bez klubu, po czym przeszedł do paragwajskiego giganta – zespołu Club Olimpia z siedzibą w stołecznym Asunción. W paragwajskiej Primera División zadebiutował 1 lutego 2015 w przegranej 0:1 konfrontacji z Rubio Ñú, a w sumie w Olimpii grał jako podstawowy bramkarz, lecz bez poważniejszych osiągnięć przez pół roku. Bezpośrednio po tym wyjechał do Meksyku, zostając zawodnikiem tamtejszego klubu Puebla FC. W tamtejszej Liga MX zadebiutował 26 lipca 2015 w wygranym 4:2 meczu z Américą, a jeszcze w tym samym roku wywalczył z Pueblą superpuchar Meksyku – Supercopa MX.

## Kariera reprezentacyjna
W seniorskiej reprezentacji Argentyny Campestrini zadebiutował za kadencji selekcjonera Diego Maradony, 20 maja 2009 w wygranym 3:1 meczu towarzyskim z Panamą, rozegranym w krajowym składzie. W styczniu 2010 wystąpił jeszcze w sparingu z Kostaryką (3:2) i był bliski powołania na Mistrzostwa Świata w RPA, jednak ostatecznie rolę trzeciego bramkarza na mundialu otrzymał Diego Pozo. Swój bilans reprezentacyjny Campestrini zamknął na dwóch rozegranych meczach.

## Statystyki kariery

### Klubowe
| Rosario Central    | 2000–2001 | Argentyna | Primera División        | 1   | 0 | —  | —            | —            | —  | —   | 1   | 0 |
| Rosario Central    | 2001–2002 | Argentyna | Primera División        | 0   | 0 | —  | —            | —            | —  | —   | 0   | 0 |
| Argentino          | 2002–2003 | Argentyna | Argentino A             | 23  | 2 | —  | —            | —            | —  | —   | 23  | 2 |
| Ferro Carril Oeste | 2003–2004 | Argentyna | Primera B Nacional      | 5   | 0 | —  | —            | —            | —  | —   | 5   | 0 |
| Tigre              | 2004–2005 | Argentyna | Primera B Metropolitana | 38  | 1 | —  | —            | —            | —  | —   | 38  | 1 |
| Tigre              | 2005–2006 | Argentyna | Primera B Nacional      | 13  | 0 | —  | —            | —            | —  | —   | 13  | 0 |
| Almirante Brown    | 2006–2007 | Argentyna | Primera B Metropolitana | 42  | 0 | —  | —            | —            | —  | —   | 42  | 0 |
| Almirante Brown    | 2007–2008 | Argentyna | Primera B Nacional      | 38  | 0 | —  | —            | —            | —  | —   | 38  | 0 |
| Arsenal Sarandí    | 2008–2009 | Argentyna | Primera División        | 30  | 0 | —  | —            | RS + CS      | 5  | 0   | 35  | 0 |
| Arsenal Sarandí    | 2009–2010 | Argentyna | Primera División        | 37  | 0 | —  | —            | —            | —  | —   | 37  | 0 |
| Arsenal Sarandí    | 2010–2011 | Argentyna | Primera División        | 37  | 0 | —  | —            | —            | —  | —   | 37  | 0 |
| Arsenal Sarandí    | 2011–2012 | Argentyna | Primera División        | 35  | 0 | —  | —            | CS + CL      | 14 | 0   | 49  | 0 |
| Arsenal Sarandí    | 2012–2013 | Argentyna | Primera División        | 37  | 0 | 7  | 0            | CL           | 5  | 0   | 49  | 0 |
| Arsenal Sarandí    | 2013–2014 | Argentyna | Primera División        | 33  | 0 | 1  | 0            | CL           | 9  | 0   | 43  | 0 |
| Olimpia            | 2015      | Paragwaj  | Primera División        | 22  | 0 | —  | —            | —            | —  | —   | 22  | 0 |
| Puebla             | 2015–2016 | Meksyk    | Liga MX                 | 30  | 0 | 2  | 0            | CL           | 2  | 0   | 34  | 0 |
| Puebla             | 2016–2017 | Meksyk    | Liga MX                 | 0   | 0 | —  | —            | —            | —  | —   | 0   | 0 |
| Ogółem             |           |           |                         |     |   |    |              |              |    |     |     |   |
| Argentyna          | Argentyna | Argentyna | 369                     | 3   | 8 | 0  | RS + CS + CL | 33           | 0  | 410 | 3   |   |
| Paragwaj           | Paragwaj  | Paragwaj  | 22                      | 0   | — | —  | —            | —            | —  | 22  | 0   |   |
| Meksyk             | Meksyk    | Meksyk    | 30                      | 0   | 2 | 0  | CL           | 2            | 0  | 34  | 0   |   |
| Ogółem             | Ogółem    | Ogółem    | Ogółem                  | 421 | 3 | 10 | 0            | RS + CS + CL | 35 | 0   | 466 | 3 |

Legenda:
- RS – Recopa Sudamericana
- CS – Copa Sudamericana
- CL – Copa Libertadores

### Reprezentacyjne
| Argentyna | Argentyna | 2009   | 1 | 0 | — | — | — | — | — | 1 | 0 |
| Argentyna | Argentyna | 2010   | 1 | 0 | — | — | — | — | — | 1 | 0 |
| Ogółem    | Ogółem    | Ogółem | 2 | 0 | — | — | — | — | — | 2 | 0 |